# Йоцюс, Антанас
Антанас Йоцюс (лит. Antanas Jocius; сентябрь 1911, Ковно — май 1992, Вильнюс) — литовский хоккеист, левый нападающий.

## Биография
Антанас Йоцюс родился в сентябре 1911 года в российском городе Ковно (сейчас Каунас в Литве).
Играл в хоккей с шайбой на позиции левого нападающего за каунасский КЯК («Кауно Яхтклубас»), в составе которого в сезоне-1938/39 стал чемпионом Литвы.
В 1938 году в составе сборной Литвы участвовал в чемпионате мира в Праге, где она поделила 10-12-е места. Провёл 4 матча, забросил 1 шайбу в ворота сборной Польши. Был одним из ведущих хоккеистов сборной Литвы на турнире, создал много моментов.
Также занимался лыжными гонками.
После присоединения Литвы к СССР в 1940 году не эмигрировал. Перебрался из Каунаса в Вильнюс.
Умер в мае 1992 года в Вильнюсе.